# Operación brasileña para la liberación de secuestrados por las FARC-EP

La operación es coordinada por el Comité Internacional de la Cruz Roja.

La operación contara con la participación del Ejército de Brasil.

La Operación brasileña para la liberación de seis secuestrados por las FARC-EP (Portugués: Operação brasileira de resgate de reféns das FARC-EP) se refiere a la operación de rescate humanitario organizada para los días entre el 30 de enero y 5 de febrero de 2009, bajo aprobación del gobierno colombiano del presidente Álvaro Uribe, el gobierno de Luiz Inácio Lula da Silva, el Ejército de Brasil y el apoyo del Comité Internacional de la Cruz Roja para la posible liberación de seis secuestrados colombianos en poder de las Fuerzas Armadas Revolucionarias de Colombia-Ejército del Pueblo(FARC-EP). Entre los secuestrados se encuentra el exgobernador del departamento del Meta, Alan Jara, el exdiputado del departamento del Valle del Cauca, Sigifredo López, y tres policías y un militar que no han sido identificados. Las FARC-EP anunciaron la liberación el 21 de diciembre de 2008 mediante un comunicado divulgado a través de la agencia Anncol por Internet. Los encargados de recibir buscar y recibir a los secuestrados serán los soldados brasileños, una comisión del CICR y miembros de una ONG llamada "Colombianos por la Paz", encabezada por la senadora colombiana Piedad Córdoba.
El gobierno de Álvaro Uribe y los voceros de las FARC-EP acordaron que se pidiera la ayuda del gobierno brasileño, por ser el de mayor neutralidad entre los países que han participado anteriormente, como los incidentes diplomáticos que surgieron entre el gobierno Uribe y el gobierno del venezolano Hugo Chávez durante la Operación Emmanuel.

## Antecedentes

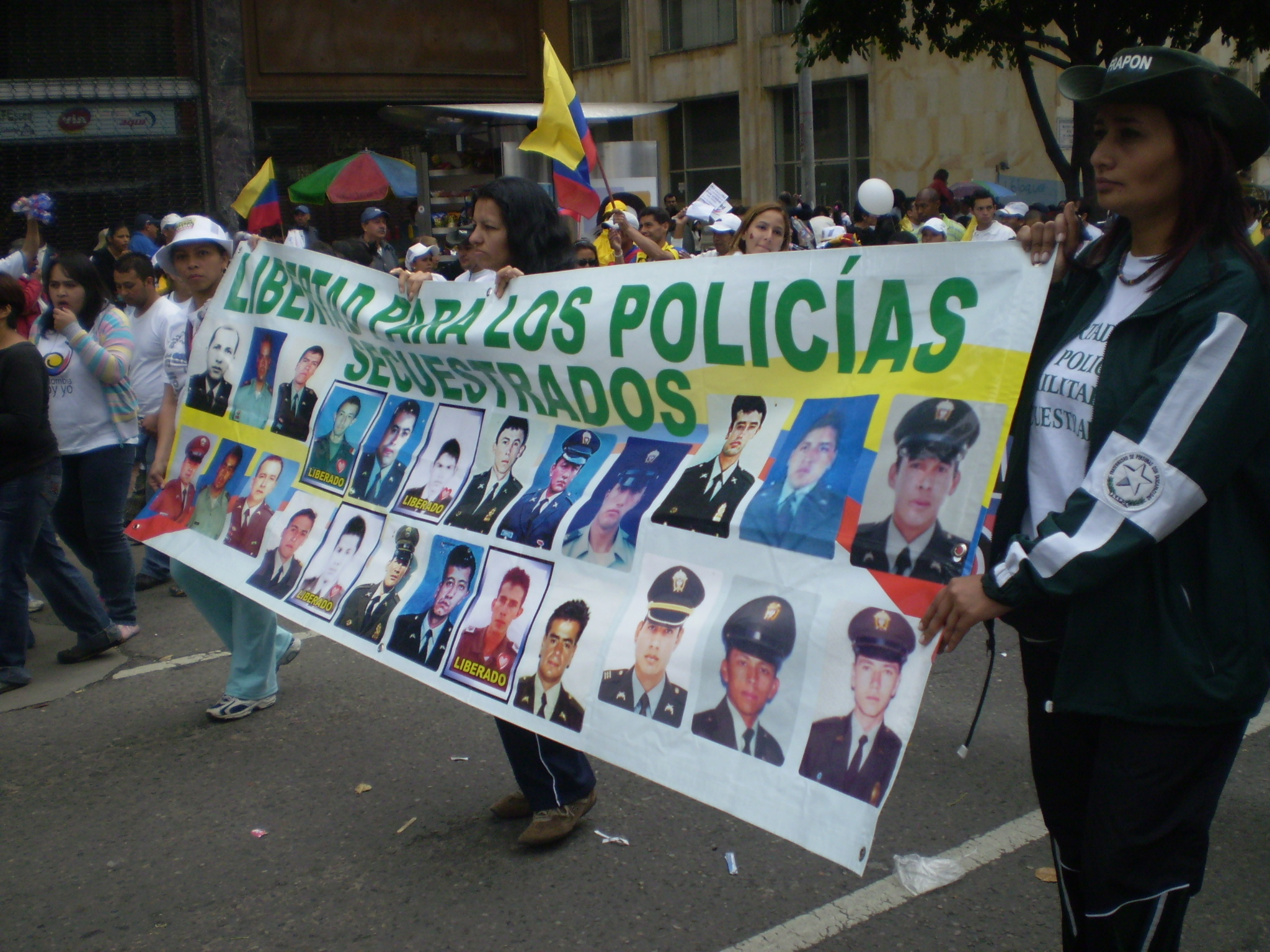
Manifestantes durante las Marchas del 20 de julio de 2008 en Bogotá, Colombia.

El gobierno de Álvaro Uribe y personajes de la oposición entre las que sobresalen la senadora liberal, Piedad Córdoba y miembros del Polo Democrático Alternativo (PDA), han mantenido roces políticos y personales con el tema del "acuerdo humanitario", en el que la guerrilla de las FARC-EP pide una zona desmilitarizada para llevar a cabo un intercambio de guerrilleros presos por secuestrados. Los intercambios se han dado durante la presidencia de Ernesto Samper y Andrés Pastrana, pero la opinión pública los veía como debilidad frente a las guerrillas, en especial por los hechos ocurridos durante los diálogos de paz entre el gobierno Pastrana y las FARC-EP (1998-2002). Tras la llegada del presidente Uribe a la poder en 2002, con un discurso de derrota militar de las guerrillas, la política sobre los intercambios o "acuerdo humanitarios" se convirtieron en inamovibles. Desde el 2002, se han presentado liberaciones unilaterales tanto por el gobierno del Presidente Uribe, como por las Farc. El gobierno realizó un intento de rescate militar fallido y un rescate militar exitoso, la Operación Jaque.
Según el senador del Polo Democrático Alternativo (PDA), Gustavo Petro, las marchas fueron otro factor para que se dieran las liberaciones, diciendo "Las liberaciones unilaterales de secuestrados de comienzos de 2009 son resultado de la movilización nacional contra las FARC-EP del 4 de febrero de 2008”, refiriéndose a las marchas llamadas Un millón de voces contra las FARC.

### Liberación unilateral
En diciembre de 2008, las FARC-EP anunciaron que liberarían unilateralmente a los políticos Alan Jara y Sigifredo López, además de otros cuatro miembros de la fuerza pública colombiana secuestrados por el grupo guerrillero. Según un artículo del diario El Tiempo, los secuestrados están separados por cientos de kilómetros y que la operación de liberación se llevaría a cabo en al menos dos puntos de Colombia. Las FARC-EP condicionaron la entrega con que se le diera participación al presidente Hugo Chávez y que se despejaran militarmente los municipios de Florida y Pradera para iniciar las negociaciones.
El presidente Uribe avaló la intervención de Cruz Roja Internacional y descartó figuras internacionales en posibles liberaciones alegando que "simplemente terminan creándole dificultades a las relaciones internacionales del país", al tiempo que la senadora Piedad Córdoba anunciaba que estaba dispuesta a hablar con el presidente Álvaro Uribe y el expresidente Ernesto Samper pidió al gobierno no descartar mediación internacional por parte los Gobiernos de Argentina, Brasil y Venezuela. El 24 de diciembre de 2008, la Cruz Roja Internacional estableció contactos con el gobierno y con las FARC-EP, para establecer las condiciones en las que serían liberados los seis secuestrados, después del anuncio hecho por las FARC-EP.
El 31 de diciembre de 2008, el diario colombiano El Espectador informó que los contactos confidenciales y por separado entre el Gobierno y las FARC-EP con el Comité Internacional de la Cruz Roja continuaban y solo esperaban que el grupo guerrillero entregara las coordenadas para la liberación de los secuestrados.
El gobierno de Álvaro Uribe y los voceros de las FARC-EP acordaron que se pidiera la ayuda del gobierno brasileño, por ser el de mayor neutralidad entre los países que han participado anteriormente, como los incidentes diplomáticos que surgieron entre el gobierno Uribe y el gobierno del venezolano Hugo Chávez durante la Operación Emmanuel.

## Momentos previos
El 29 de enero de 2009, la senadora colombiana Piedad Córdoba dijo a los medios de comunicación colombianos, que el exgobernador del Meta, Alan Jara había estado cerca de perder la vida y dijo al respecto: "Hace como cuatro días nos dijeron que casi matan a Alan Jara (...) ustedes saben que nosotros estamos haciendo esta tarea en medio de la política de seguridad democrática, es decir, lo que significa la persecución y bombardeos, y el miedo es que nos puedan matar un secuestrado".
Por su parte el ministro colombiano de Defensa Nacional, Juan Manuel Santos, coordinó operaciones de sobrevuelo con los brasileros y los altos mandos militares colombianos, para el curso a tomar en la operación, incluyendo los aeropuertos que fueron autorizados y otra acomodaciones.
Según un artículo del diario estadounidense El Nuevo Herald, indígenas de la etnia Tatuyo, que habitan zona fronteriza selvática entre el departamento colombiano de Vaupés y Brasil, habrían declarado haber visto a los uniformados secuestrados por las Farc en territorio brasileño, "un grupo de más de 15 personas muy enfermas" dijeron.

## Fase I: de Colombia a Brasil
La operación se inició el viernes, 30 de enero de 2009, a las 9:00 a. m. (UTC-5) con el viaje de la senadora colombiana Piedad Córdoba, delegados del CICR, la activista de derechos humanos Olga Amparo Sánchez, y los periodistas miembros de "Colombianos por la Paz", Jorge Enrique Botero y Daniel Samper Pizano a bordo de un avión King 300 de la Fuerza Aérea de Colombia, que los llevaría a Brasil.
Durante el viaje se realizarán tres escalas en la región Amazónica entre Colombia y Brasil, hasta llegar a la localidad brasileña de São Gabriel da Cachoeira, Estado de Amazonas a unos 900 kilómetros de distancia en línea recta, desde Bogotá. El Gobierno brasileño del presidente Luiz Inácio Lula da Silva ha mantenido prudencia sobre la liberación y el Ejército de Brasil negó dar detalles oficialmente de la operación alegando que está en manos del Comité Internacional de la Cruz Roja (CICR).

## Fase II: de Brasil a Colombia

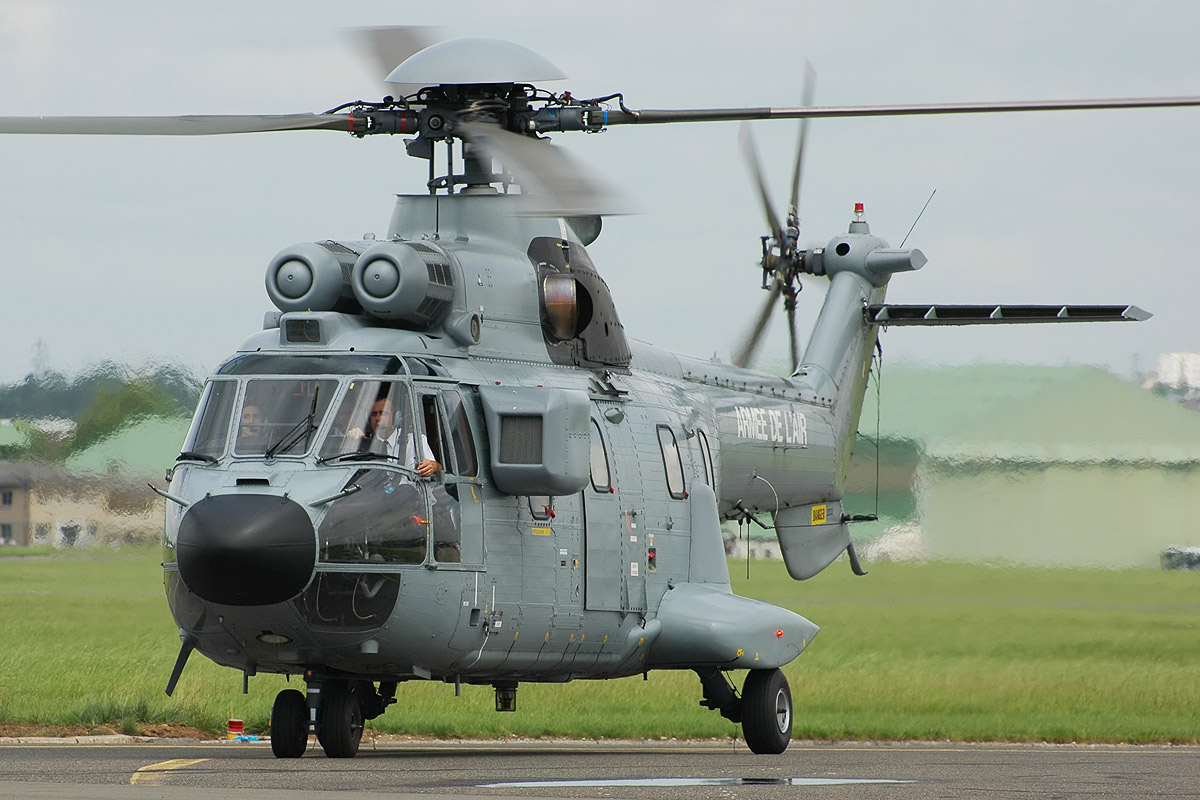
El Ejército de Brasil facilitó dos helicópteros Cougar 532UE, similares a este.

Para la segunda fase de la operación, el gobierno de Brasil facilitó dos helicópteros Cougar 532UE con capacidad para 25 personas cada uno, que llevaran a los intermediarios hacia territorio colombiano nuevamente y aterrizar en San José del Guaviare, departamento del Guaviare, portando los emblemas del Cicr. Tendrán un helicóptero Black Hawk de salvamento de la Fuerza Aérea de Colombia, para un eventual percance.
El equipo brasileño estaría integrado por 4 pilotos, 4 mecánicos, 2 técnicos en comunicaciones, 4 especialistas en mantenimiento y un coordinador, además de otros que forman parte del aeronáutico del 4.º Batallón de Aviación del Ejército de Brasil con sede en la ciudad de Manaos, sede de 18 militares, incluyendo los pilotos. En la operación de rescate 5 de estos participaran en la misión, mientras que la otra aeronave quedara en territorio brasileño ante un eventual percance. Los militares brasileros tendrán prohibido el porte de cámaras fotográficas o video. 36 horas antes del inicio de la operación se hizo un contacto con el ministro colombiano de Defensa, Juan Manuel Santos y con el jefe de las Fuerzas Armadas, general Freddy Padilla de León, para coordinar la entrada de las aeronaves una vez se realice un despeje militar de la zona.
Sin embargo, durante la fase II, la misión se retrasó debido al mal clima en la zona de la operación. Los dos helicópteros Cougar, dispuestos por el Ejército brasileño para la misión, llegaron a las 7:00 p. m. (UTC-5) a Florencia, capital del Caquetá ya que por problemas climáticos tampoco pudieron aterrizar en San José del Guaviare.

## Fase III: los uniformados

### Perfiles

#### Walter José Lozano Guarnizo
Walter José Lozano Guarnizo (nacido el 5 de abril de 1973 en Ibagué, Tolima) es un agente de policía colombiano, miembro del grupo Gaula de la Policía Nacional de Colombia. Lozano fue secuestrado por el Frente 15 de la guerrilla de las Fuerzas Armadas Revolucionarias de Colombia (FARC-EP) el 9 de junio de 2007 cuando se dirigía a la población de Cartagena del Chairá en misión especial. En ese momento llevaba 15 años de servicio en la policía. Fue secuestrado como parte del plan de secuestrar miembros de la fuerza pública para presionar a un "acuerdo humanitario" e intercambiarlos por guerrilleros presos. Lozano fue incluido entre los posibles uniformados elegidos para ser liberados por las FARC-EP en enero de 2009, junto a los patrulleros Juan Fernando Galicia Uribe y Alexis Torres Zapata de la Policía Nacional y el soldado profesional del Ejército Nacional William Giovanni Domínguez Castro, según Colprensa. Sin embargo, estos datos no fueron confirmados oficialmente por la senadora Piedad Córdoba, ni por miembros de la ONG Colombianos por la Paz, quienes se han apersonado de la operación de rescate.

#### Juan Fernando Galicia Uribe
Patrullero Juan Fernando Galicia Uribe (nacido el 21 de mayo de 1981 en Ituango, Antioquia) es un policía colombiano, miembro de la Policía Nacional de Colombia. Lozano fue secuestrado por el Frente 15 de Fuerzas Armadas Revolucionarias de Colombia (FARC-EP) el 9 de junio de 2007 cuando se dirigía a la población de Cartagena del Chairá en misión especial. En ese momento llevaba 7 años de servicio en la policía.
Galicia fue incluido entre los posibles uniformados elegidos para ser liberados por las FARC-EP en enero de 2009, junto a los patrulleros Walter José Lozano Guarnizo y Alexis Torres Zapata de la Policía Nacional y el soldado profesional del Ejército William Giovanni Domínguez Castro, según Colprensa. Sin embargo, estos datos no fueron confirmados oficialmente por la senadora Piedad Córdoba, ni por miembros de la Ong Colombianos por la Paz, quienes se han apersonado de la operación de rescate.

#### Alexis Torres Zapata
El Patrullero Alexis Torres Zapata (nacido en 1982 en Andalucía, Valle del Cauca) es un policía colombiano, miembro de la Policía Nacional de Colombia. Ingresó a la Policía Nacional el 10 de enero de 2002 y laboraba para la DIJIN seccional Neiva cuando fue secuestrado por la guerrilla de las FARC-EP. Alexis es hijo de María Jovita Zapata y Arnul Torres Pérez, su padre. Es el menor de seis hijos.
Torres fue secuestrado por el Frente 15 de las Fuerzas Armadas Revolucionarias de Colombia (FARC-EP) el 9 de junio de 2007 cuando se dirigía a la población de Cartagena del Chairá en misión especial. En ese momento llevaba 15 años de servicio en la policía. Fue secuestrado como parte del plan de secuestrar miembros de la fuerza pública para presionar a un "acuerdo humanitario" e intercambiarlos por guerrilleros presos.

#### William Giovanni Domínguez Castro
William Giovanni Domínguez Castro es un soldado profesional colombiano, miembro del Ejército Nacional de Colombia. Fue secuestrado el 20 de enero de 2007 en el municipio de Florencia, departamento del Caquetá y liberado el 2 de febrero de 2009. Seis meses después su secuestro fue confirmado, cuando su familia recibió un video con mensajes de supervivencia. En dicho video, Domínguez dijo haber visto a la excandidata presidencial Ingrid Betancourt, secuestrada desde el 2002, y a su compañera y candidata a vicepresidenta Clara Rojas. El video fue grabado en octubre y enviado al canal internacional de noticias Al Jazeera. Tras el escape del sub intendente John Frank Pinchao, este desmintió las afirmaciones de Domínguez. Tras la Operación Jaque se corroboró la versión de Pinchao.

### Momentos previos
Según la senadora colombiana, Piedad Córdoba, el domingo 1 de febrero de 2009, partirán a las 3:00 AM o 4:00 AM (UTC-5) desde la población de Florencia, hacia el sitio en el que las Farc tendrán a tres policías y un militar secuestrados. Antes de llegar y cuando estén en vuelo, la senadora Córdoba recibirá por radio las coordenadas del lugar exacto del lugar de la liberación. Tras recibir a los uniformados secuestrados, se procederá a llevarlos a Villavicencio, departamento del Meta, y donde planean llegar a las 12:00 PM (UTC-5).
El diario El País de Cali informó que los uniformados que quedarían en libertad serían los policías Walter José Lozano Guarnizo, Juan Fernando Galicia Uribe y Alexis Torres Zapata, y el soldado profesional William Giovanni Domínguez, citando a una fuente de Colprensa.
Según la cadena colombiana de noticias Caracol Radio, habrá un grupo que coordinará las tareas de los intelectuales y políticos que acompañarán el proceso de liberación en el Aeropuerto Vanguardia de la ciudad de Villavicencio, y a donde llegaran los uniformados y Alan jara. Estarán Iván Cepeda Castro, la exalcaldesa de Apartadó, Gloria Cuartas y el profesor Gustavo Moncayo, padre del cabo Pablo Emilio Moncayo, en poder de las FARC-EP desde 1997. También tienen planeado desplazarse a la ciudad de Cali para recibir a Sigifredo López, María Teresa de Mendieta, esposa del general Luis Mendieta, la representante a la Cámara, Clara Pinillos, el director del Semanario Voz, Carlos Lozano Guillén y el cineasta Lisandro Duque Naranjo.
El ministro de Defensa Nacional Juan Manuel Santos afirmó que las operaciones militares fueron suspendidas por 36 horas en el corredor humanitario que básicamente se concentra en el departamento del Caquetá.

### Operación de rescate

El departamento del Guaviare, en rojo, fue la zona de las operaciones.

Los helicópteros brasileños, identificados con los símbolos de la Cruz Roja Internacional, despegaron pasadas las 8:00 AM (UTC-5) del aeropuerto de Florencia, ya que persistió el mal tiempo en la zona de la liberación. El 1 de febrero fueron liberados, como se había especulado, los agentes de la Policía Wálter José Lozano Guarnizo, Juan Fernando Galicia Uribe y Alexis Torres Zapata, y el soldado profesional del Ejército William Giovanni Domínguez Castro.
A las 9:56 a. m. (UTC-5), se supo que los dos helicópteros ya se encontraban en el lugar indicado, en un lugar no detallado en el departamento del Caquetá. Casi una hora después, 10:39 a. m. los secuestrados son entregados a la Misión Humanitaria encabezada por Piedad Córdoba.
Con un inesperado retraso a las 2:45 p. m., el canal TeleSur informó a través de una entrevista telefónica con el periodista Jorge Enrique Botero, integrante de la Comisión de "Colombianos por la Paz", que les acababan de entregar a los secuestrados y no a las 10:30 a. m.

#### Presuntos combates y hostigamientos
La cadena de noticias TeleSur, con información corroborada por el periodista Jorge Enrique Botero, informó que se presentaron combates entre el Ejército Nacional de Colombia y guerrilleros de las FARC-EP que debían entregarle los secuestrados a la comisión. Según informó el canal, el Ejército habría seguido a los helicópteros donde se desplazaba la comisión. Uno de los jefes de las FARC-EP, con el alias de "Jairo Martínez", comandante guerrillero encargado de entregar los secuestrados a la operación humanitaria en tierra dijo que un guerrillero de alias "Saúl" había muerto en los combates y que uno de los guardias de los prisioneros está desaparecido o retenido por el Ejército de Colombia. Botero aseguró tener un video de los hostigamientos realizados por aeronaves. El Comisionado de Paz colombiano Luis Carlos Restrepo desmintió que se hubiera dado tal combate, alegando que los miembros del CICR no les había comunicado nada acerca de dichos hostigamientos. El Comisionado de Paz, Restrepo acusó a Botero de haber roto el protocolo de la entrega de los secuestrados porque el único autorizado para dar información desde la zona de liberación era el CICR, al tiempo que confirmaba que los liberados se encontraban en buen estado de salud.
Durante la estancia de la comisión humanitaria se presentaron caminando dos periodistas al punto donde se iba a efectuar la entrega de los secuestrados. Uno de esos periodistas fue Hollman Morris. Según inteligencia del Ejército Nacional el grupo de guerrilleros eran miembros de la Compañía 'Miller Chacón' de las FARC-EP al mando de Luis Emiro Mosquera alias "El negro Mosquera".
A las 5:02 p. m. (UTC-5), Yves Heller, representante del CICR, confirmó que los secuestrados habían sido entregados a la misión humanitaria y el CICR había informado a sus familiares. El CICR agradeció a las partes que participaron en la operación y que permitieron el éxito de la liberación. En el comunicado el CICR no mencionó que se hubieran presentado complicaciones por supuestos operativos militares.

#### Desvío a la base militar de Apiay
Por el retraso en la operación, el gobierno tuvo que enviar los aviones que llevarían a los secuestrados liberados de Villavicencio a Bogotá. El Aeropuerto Vanguardia de Villavicencio, después de las 6:00 PM no puede recibir o permitir el despegue de aeronaves ya que no tiene luces para operaciones nocturnas. Los secuestrados serían dejados por los helicópteros en el Aeropuerto Vanguardia, y de Villavicencio serán trasladados en otro helicóptero hacia la Base militar de Apiay que si está acondicionada para operaciones nocturnas.

#### Liberación y desautorización a "Colombianos por la Paz"
Los dos helicópteros brasileños con los secuestrados aterrizaron a las 7:00 p. m., en el Aeropuerto Vanguardia de Villavicencio, donde fueron recibidos por el Comisionado de Paz, Luis Carlos Restrepo y algunos miembros de "Colombianos por la Paz". Luego fueron llevados en otro helicóptero del gobierno hacia la base militar de Apiay, donde tomaron un avión que los llevó a Bogotá.
El gobierno Uribe reconoció que se habían efectuado sobrevuelos sobre el área donde se llevaron a cabo las liberaciones, pero alegó que bajo conocimiento y previo acuerdo con el Cicr, y el que estipulaba que se podría sobrevolar a una altura sobre los 6.600 m s. n. m.
Tras conocer los detalles del incidente protagonizado por el periodista Jorge Enrique Botero el presidente Álvaro Uribe, decidió inicialmente suspender la autorización a la senadora Piedad Córdoba y a otros miembros de la organización "Colombianos por la Paz" para seguir participando en la operación humanitaria. El presidente Uribe alegó que con el apoyo del CICR y Brasil había suficiente personal para rescatar al exgobernador Jara y a Sigifredo López. Además del incidente relacionado con Botero, el presidente Uribe hizo mención a un atentado que las FARC-EP realizó en Cali, el mismo día en que se estaba dando la liberación de los secuestrados por lo que dijo:

"El Gobierno no puede permitir que el terrorismo siga haciendo fiesta con el dolor de los secuestrados y de sus familias".
Álvaro Uribe.

Por petición del Cicr, el gobierno terminó aceptando la continuación de la senadora Córdoba. En respuesta Córdoba pidió al gobierno la inclusión de un delegado más para que la acompañara.

#### Controversia por fotografías y entrevista
El periodista Jorge Enrique Botero, generó polémica por haber tomado fotografías y videos del momento de la liberación, además de haberle concedido una entrevista a la cadena de noticias TeleSur, vía telefónica y de la que tiempo atrás fue director. Como miembro de la Comisión Humanitaria, Botero habría dado o vendido a la agencia de noticias AP, provocó la protesta de otros medios de comunicación. Botero respondió que su intención no había sido la de darle prioridad a alguien en particular y que no había recibido ningún dinero a cambio del material. El gobierno colombiano había estipulado que el uso de aparatos de video o de registro quedaban vetados. En cuanto a la entrevista con la cadena de noticias TeleSur, Botero dijo que ningún otro medio había contestado a su llamada.

#### Presencia de dos periodistas no autorizados
Tras conocer que el periodista Hollman Morris y Camilo Raigozo, del semanario Voz, habían estado presentes en el lugar donde la comisión recibió a los secuestrados, el ministro de Defensa Juan Manuel Santos cuestionó al periodista y se preguntó cómo habían logrado conseguir las coordenadas del sitio. Tras abandonar el Morris y Raigozo fueron abordados por tropas Batallón "Héroes de Guapi" del Ejército Nacional en la localidad de Unión Peneya, en el departamento de Caquetá, tras regresar por vía terrestre del sitio donde se produjo la liberación. Los periodistas Morris y Raigozo se cruzaron en medio del operativo de liberación, cuando las partes en conflicto habían acordado para que no hubiera prensa en el momento de las liberaciones, por lo que se crearon roces entre el gobierno y la comisión de Colombianos por la Paz, y la casi suspensión de la misión humanitaria. El ministro Santos calificó la presencia y entrevistas de Morris como "apología a la violencia" y lo calificó como "afín a la guerrilla", entrevistas que el mismo Morris dijo haber reconocido como fabricadas por los liberados, ya que aún estaban aun en poder de la FARC-EP. Morris tiene medidas cautelares de la Comisión Interamericana de Derechos Humanos, lo que obliga al gobierno a proteger al periodista y abstenerse de atacar periodistas que le son críticos o presentan información que hace parte de su libertad de expresión. Santos alegó que Morris se había sometido a riesgo extremo al estar presente en una zona de alto riesgo, sin informar al Estado "del cual demanda protección". Moris afirmó haber logrado la entrevista una semana antes, por autorización de un comandante guerrillero. Morris también afirmó no saber que iba a entrevistar a los que iban a ser liberados.

#### Declaraciones de los liberados
Tras ser liberados, los agentes de policía y el soldado narraron que las FARC-EP hicieron montajes con las pruebas de supervivencia, mintiendo sobre el tiempo y las fechas. Walter Lozano dijo que en las primeras pruebas, adulteraron las fechas del video de supervivencia en 2007, y les habían dado un libreto del cual tuvieron que leer y decir que estaban en 2008. Según el patrullero Alexis Torres, los guerrilleros de las FARC-EP pretendían modificar la información para confundir a los medios de comunicación y a los militares.
El soldado Geovanny Domínguez, mostró una cinta negra que utilizó para ponerse en el cuello y evitar que el óxido de las cadenas no le rasparan el cuello. Además de relatar que cuando tenían diferencias con sus captores, estos le castigaban amarrándole a un árbol o quitándole el radio con el que escuchaban los programas radiales desde donde familiares les enviaban mensajes. Constantemente los amenazaron con quitarles la vida si no accedían a hacer lo que las FARC-EP querían.

## Fase IV: Alan Jara
Para el lunes, 2 de febrero de 2009 se tiene planeada la liberación del exgobernador del departamento del Meta, Alan Jara. Sin embargo por los incidentes presentados en la primera liberación, la fecha se atrasó para el 3 de febrero.
A las 7:30 AM (UTC-5) del 3 de febrero, el alto comisionado para la paz, Luis Carlos Restrepo, no le permitió inicialmente a la prensa que cubriría la llegada de Alan Jara, aduciendo que se ponía en riesgo la operación, como ocurrió con la liberación durante la tercera fase. Solo hasta le mediodía dejaron entrar a los periodistas.
La comisión humanitaria partió a las 9:00 AM (UTC-5) desde el Aeropuerto Vanguardia de Villavicencio. Según Yves Heller, vocero del CICR, en el helicóptero que viajó a recibir al exgobernador del departamento del Meta, Alan Jara viajaron tres delegados del Cicr, la senadora Piedad Córdoba y cinco tripulantes brasileños.
Jara descendió del helicóptero a las 2:13 PM (UTC-5) y se abrazó con su esposa Claudia Rugeles y su único hijo Alan Felipe, de 15 años. Los tres se juntaron en un solo abrazo y lloraron. El exgobernador, en pantalones jeans y camisa a rayas con un morral a la espalda y del que colgaba una olla, llevaba también un poncho en su cuello.

### Declaraciones de Alan Jara
Tras su liberación Jara dio una rueda de prensa en la que narró la experiencia de su secuestro, criticó al presidente Álvaro Uribe por no realizar el "acuerdo humanitario" con las FARC-EP y agradeció a Piedad Córdoba, los miembros de "Colombianos por la Paz" y al expresidente de Colombia, Ernesto Samper. Entre los comentarios de que hizo Jara mencionó que las "FARC no estaban derrotadas" y que la solución al conflicto armado colombiano era "política".
Entre las críticas que le hizo al presidente Uribe y a las FARC-EP, mencionó:

"Pareciera que a Uribe le conviene la guerra y a la guerrilla que él esté"
Alan Jara.

Jara Narró que compartió cautiverio con el cabo Libio José Martínez, el cabo Pablo Emilio Moncayo, el General de la policía Luis Mendieta y el teniente Enrique Murillo entre otros uniformados que llevan más de una década secuestrados.

### Declaraciones del gobierno colombiano
El canciller colombiano Jaime Bermúdez, agradeció la ayuda prestada por Brasil para facilitar la liberación de los secuestrados por las Farc, exaltando al presidente Luiz Inácio Lula da Silva, al ministro de Exteriores Celso Amorim y al embajador de Brasil en Bogotá Valdemar Carneiro Leao.

### Renuncia del Comisionado de Paz
Tras los hechos ocurridos durante la mañana, en la que el Comisionado de Paz Luis Carlos Restrepo, impidió a los medios de comunicación la cobertura de las liberaciones, el comisionado viajó a Bogotá, donde le presentó personalmente su renuncia al presidente Uribe. El General y director de la Policía Nacional de Colombia, Óscar Naranjo lo reemplazó en sus funciones para continuar con las labores de organización de la próxima liberación que sería la de Sigifredo López desde la ciudad de Cali.

## Fase V: Villavicencio a Cali
El martes, 3 de febrero de 2009, los intermediarios tenían planeado viajar desde Villavicencio hasta la ciudad de Cali, departamento del Valle del Cauca para desde ahí preparar el viaje del exdiputado del Valle del Cauca, Sigifredo López. Tras los incidentes presentados durante la primera entrega de secuestrados, el viaje de Villavicencio a Cali se realizó el miércoles 4 de febrero. A las 11:00 AM (UTC-5), los helicópteros brasileños llegaron al Aeropuerto Alfonso Bonilla Aragón de Palmira, el cual presta servicios a la ciudad de Cali.

## Fase VI: Sigifredo López

Los departamentos de Valle del Cauca (rojo), Cauca y Nariño fue la zona de operaciones para el rescate.

Para el miércoles, 5 de febrero de 2009, se planeó la liberación del exdiputado del Valle del Cauca, Sigifredo López en el Valle del Cauca.
Tras el anuncio de la senadora colombiana Piedad Córdoba de haber recibido las coordenadas del sitio de entrega, los helicópteros partieron del Aeropuerto Alfonso Bonilla Aragón con la comisión humanitaria a las 8:50 AM (UTC-5). Estimaron que la operación tendría una duración de 5 a 6 horas dependiendo del estado del clima en la región.
La comisión regresó al aeropuerto con el exdiputado Sigifredo López a las 2:00 p. m., siendo llevado después a la Plaza de San Francisco en el centro de Cali, donde le rindieron un homenaje y dio declaraciones a la prensa.
López hizo un llamado al presidente Álvaro Uribe y a las FARC-EP para que se sienten a negociar un acuerdo humanitario. También relató su versión sobre la muerte de sus 11 compañeros diputados y cómo logró salvarse.
El ministro del Interior, Fabio Valencia Cossio, estuvo presente en la llegada de López al aeropuerto tras su liberación en representación del Gobierno asumiendo funciones temporales del comisionado de Paz, Luis Carlos Restrepo, quien presentó su renuncia tras el incidente con los medios de comunicación en Villavicencio. Se especuló que el reemplazo de Restrepo sería Frank Pearl, quien trabaja como Alto Consejero Presidencial para la Reintegración.

## Reacciones
- Estados Unidos: El Departamento de Estado de los Estados Unidos se pronunció con respecto a la primera liberación, que la recibían con beneplácito y le hicieron un llamado a la guerrilla de las FARC-EP para que dejaran en libertad a los otros secuestrados. El Departamento de Estado felicitó al gobierno de Brasil por el papel desempeñado hasta ese momento en las operaciones de rescate.[42]

- Unión Europea: Tras la liberación de Alan Jara, La comisaria de relaciones exteriores de la Unión Europea, Benita Ferrero se declaró satisfecha porque se pudieron superar los obstáculos y reiteró un pedido para que sean devueltos el resto de los secuestrados. Ferrero declaró que "reitera la exigencia de la Comisión Europea de que todos los secuestrados por las FARC-EP, el ELN o cualquier otro grupo terrorista o de delincuencia común sean liberados inmediata e incondicionalmente” y aprovechó la ocasión para felicitar a las autoridades colombianas, al Comité Internacional de la Cruz Roja (CICR) y al gobierno de Brasil.[55]

- Naciones Unidas: La Organización de las Naciones Unías (ONU) celebró la liberación del exgobernador del Meta Alan Jara y de los cuatro uniformados, y exhortó que espera con la libertad de esas cinco personas, se produzca "la pronta liberación del resto de las personas secuestradas". En el comunicado destacan y reconocen a la senadora Piedad Córdoba, las autoridades colombianas, al Comité Internacional de la Cruz Roja (CICR), al gobierno de Brasil y de la organización "Colombianas y Colombianos por la Paz", y aprovechó para condenar la práctica del secuestro, que constituye una violación al derecho internacional humanitario.[56]

- Venezuela: El presidente venezolano Hugo Chávez agradeció el 6 de febrero de 2009, el hecho de que Sigifredo López lo haya mencionado como parte de un reconocimiento y mencionó que "No es Chávez, es Venezuela la que quiere paz para Colombia", mientras también exaltaba a la senadora Piedad Córdoba.[57]

"...Ahora, nosotros abrimos ese camino. Eso estaba trancado por todos lados y esa gente, estaba prácticamente dada por muerta. Y los familiares clamando, pero nadie les hacía caso. Entonces, yo me metí a fondo, casi que me voy para la selva. Casi que me voy a hablar con Marulanda"
Hugo Chávez